# Maariv
O Maariv ou Ma'ariv (em Hebraico מעריב: da noite) é um jornal diário israelense.
A empresa Jerusalem Post detém o controle das acções e Eli Azur é o presidente. Os editores-chefes são Doron Cohen e Golan Bar Yossef.